# Secure Digital

Logo Secure Digital

Carduri SD (sus), miniSD, microSD.

Secure Digital, prescurtat SD, este un tip de card de memorie nevolatilă cu acces aleator. Cardul SD a fost dezvoltat pentru a fi utilizat în dispozitive portabile precum smartphone, aparate foto digitale, dispozitive de navigare GPS, console portabile și tablete. Cardurile SD sunt considerate un standard de stocare al industriei electronicelor. Una dintre cele mai comune utilizări pentru cardurile SD este de a oferi spațiu de stocare pentru înregistrările video.

## Variante
Formatul SD include cinci versiuni de carduri: Standard Capacity (SDSC), High Capacity (SDHC), Extended Capacity (SDXC), Ultra Capacity (SDUC) și Input/Output (SDIO), disponibile în dimensiuni miniSD și microSD.
- SD original - a fost dezvoltat în 1999 de SanDisk, Matsushita și Toshiba și promovat la începutul anului 2000 de Secure Digital Association (SDA). Cardul era derivat din MultiMediaCard (MMC) și bazat pe drepturi digitale ale standardului Secure Digital Music Initiative (SDMI). SD a fost realizat pentru a concura cu Sony memory stick, lansat cu un an înainte. Inițial sigla SD a fost realizată pentru Super Density Disc, un format DVD produs de Toshiba care nu a avut succes. SD are dimensiunile fizice de 32 × 24 × 2,1 mm și capacități de stocare de până la 2 GB, formatat în mod implicit în FAT16. Aceste dimensiuni au devenit standard pentru toate celelalte versiuni noi de carduri SD.

- MiniSD - a fost produs în 2003 de SanDisk și prezentat la CeBIT 2003. Cardurile miniSD au fost realizate în special pentru telefoane mobile, și erau însoțite și de un adaptor pentru a oferi compatibilitate cu cardurile SD. Sunt carduri mai mici decât cardurile SD (21,5 × 20 × 1,4 mm), având o capacitate de stocare maximă de 2 GB.

- MicroSD - versiune miniaturizată SD, a fost dezvoltat de SanDisk și prezentat la CTIA Wireless 2005. MicroSD are dimensiuni fizice standard mai mici decât miniSD, 15 × 11 × 1 mm, dar aceeași capacitate de stocare maximă de 2 GB.

- SDHC (Secure Digital High Capacity) - anuntat in ianuarie 2006, formatul SDHC a adus o capacitate de stocare de 32 GB și suport obligatoriu pentru sisteme de fișiere în format FAT32.

- MiniSDHC - în luna același an, SDA a lansat cardul miniSDHC. Sunt carduri cu aceleași dimensiuni fizice precum cardurile miniSD, având o capacitate de stocare de până la 32 GB.

- MicroSDHC - versiunea miniaturizată a SDHC. Cardurile microSDHC pot stoca până la 32 GB de date.

- SDXC (Secure Digital Extended Capacity) - este versiunea îmbunătățită a SDHC. Primul card SDXC de 32 GB și viteza de citire/scriere de 400 MB/s a fost lansat în ianuarie 2009 de către Pretec. suportă carduri de pana la 2 TB si viteze de pana la 300 MB/s. Păstrând aceleași detalii fizice ca SD, cardurile SDXC actuale pot stoca până la 2 TB de fișiere și oferă viteze mai rapide de transfer. Cardurile SDXC sunt formatate folosind sistemul de fișiere exFAT.

- MicroSDXC - Sandisk a lansat un microSDXC de 64 GB în septembrie 2011, iar Kingmax  un produs similar. La sfarsitul anului 2012, Lexar a produs un card SDXC de 256 GB, bazat pe tehnologia NAND flash de 20 nm. Sunt carduri cu aceeași mărime fizică precum cardurile microSD și microSDHC, dar sunt mai rapide, iar capacitatea lor de stocare poate urca, teoretic, până la 2 TB.

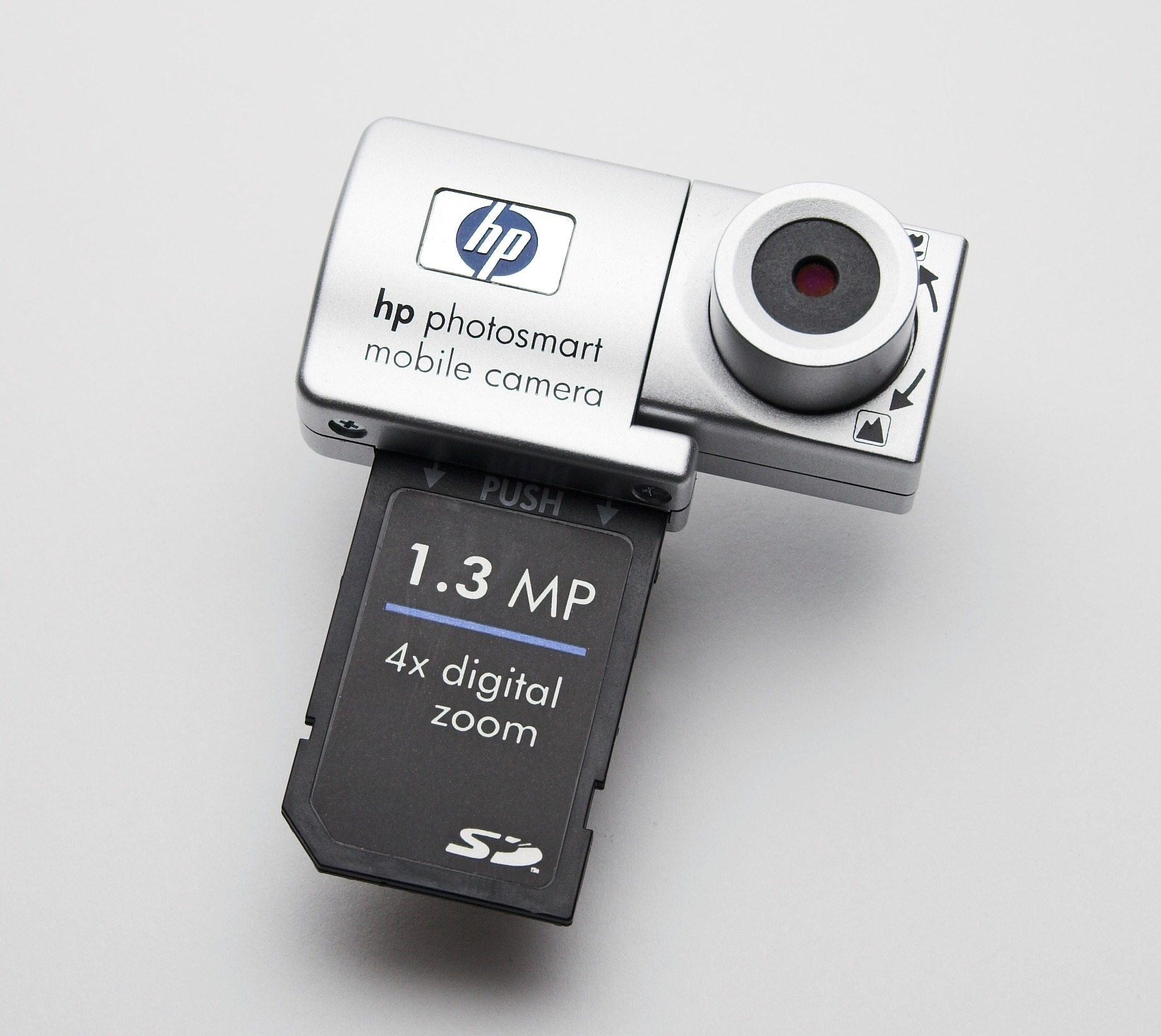
Card SDIO

- SDUC (Secure Digital Ultra Capacity) - păstrează aceeași construcție fizică precum cardurile SD/SDHC/SDXC, dar capacitatea lor maximă de stocare este mult mai mare, cu un maxim teoretic de 128 TB. În mod implicit, cardurile SDUC vin formatate în sistemul exFAT.

- MicroSDUC -  este versiunea miniaturizată a SDUC.

- SDIO (Secure Digital Input Output) - este o extensie a specificației SD pentru de funcțiile I/O, lansată în aprilie 2006 de SDA. Cardurile SDIO sunt accesorii hardware care extind funcționalitatea dispozitivelor cu sloturi pentru card SD. Exemple de carduri SDIO includ adaptoare Wi-Fi și Bluetooth, receptoare GPS, tunere TV, cititoare RFID și cititoare de amprente. Există două tipuri de carduri SDIO, o versiune full-speed și o versiune slow-speed.[2]

## Viteza
Viteza cardurilor SD sunt înscrise pe etichtă sub formă de calificative și clasificări și se referă la vitezele de citire și/sau scriere secvențială. 

### Viteza de Bus
Bus-urile UHS sunt disponibile doar pe cardurile de tip SDHC, SDXC, SDUC și variantele lor micro. 
- Default (standard) - un card SD cu acest calificativ poate să citească și să scrie date cu o viteză de maxim 12,5 MB/s.

- High Speed (HS) - oferă o viteză dublă față de cea standard, de 25 MB/s atât pentru citirea, cât și pentru scrierea de date.

- UHS-I (Ultra High Speed I) - pot atinge o viteză de citire/scriere de 50 MB/s (în modul full-duplex) atunci când sunt transferate date în ambele sensuri și de până la 104 MB/s atunci când sunt transferate date într-un singur sens (half-duplex, citire sau scriere).

- UHS-II (Ultra High-Speed II) - crește vitezele de citire/scriere până la 156 MB/s în full-duplex și 312 MB/s în half-duplex.

- UHS-III (Ultra High Speed III) – vitezele pot atinge 312 MB/s în modul full-duplex și 624 MB/s în modul half-duplex.

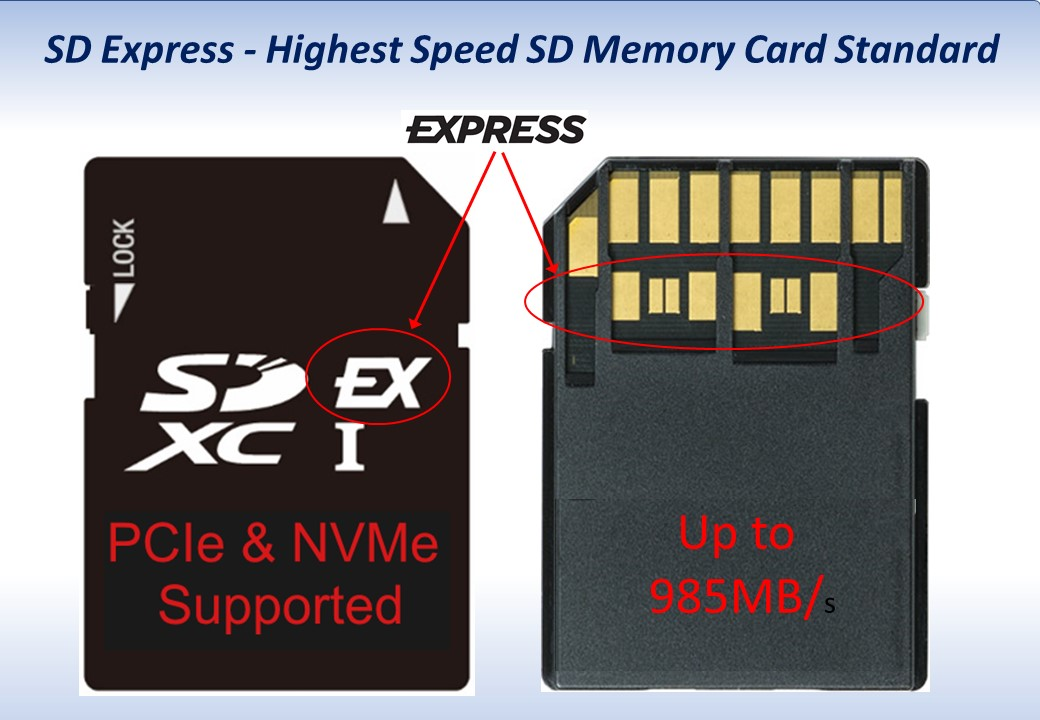
Carduri cu standardul SD Express

- SD Express - a fost lansat în iunie 2018 cu specificația SD 7.0, implementat prin carduri SDHC, SDXC și SDUC. Folosește o singură bandă PCIe pentru a oferi viteza de transfer full-duplex de 985 MB/s și capacitate de 128 TB.

Versiunea 8.0 a fost anunțată pe 19 mai 2020, cu suport pentru două benzi PCIe cu rând suplimentar de contacte și rate de transfer PCIe 4.0, pentru o lățime de bandă maximă de 3938 MB/s.
- microSD Express – anunțat în februarie 2019 de SDA, microSD Express oferă interfețe PCI Express și NVMe, alături de interfața microSD pentru compatibilitate. SDA a lansat, de asemenea, semne vizuale pentru a indica cardurile de memorie microSD Express, pentru a facilita potrivirea cardului și a dispozitivului, pentru o performanță optimă a dispozitivului. [4]

### Clasa de viteză
Această clasificare se referă la viteza minimă susținută de card, măsurată în MB/s. Clasele de viteze SD sunt împărțite în trei categorii diferite:
- Speed Class (Clasă de viteză) - este folosită pentru cardurile de memorie SDHC și poate fi egală cu 2, 4, 6, 8 sau 10. Fiecare număr arată care este viteza minimă, exprimată în MB/s (2 MB/s, 4 MB/s … 10MB/s).

- UHS Speed Class (Clasă de viteză UHS) - este un calificativ de viteză folosit pentru cardurile de memorie SDHC și SDXC cu bus UHS. Clasele de viteză UHS pot avea una din două valori: 1 sau 3. Un card de memorie Clasa 1 UHS înseamnă că viteza sa minimă este egală cu 10 MB/s, în timp ce un card UHS Clasa 3 are o viteză minimă de 30 MB/s.

- Video Speed Class (Clasă de viteză video) - sau Clasa V, este utilizată drept calificativ pentru cardurile de memorie destinate înregistrării video. Există cinci clase V: V6, V10, V30, V60 și V90. Numerele care apar după litera V indică viteza minimă susținută de card în MB/s. (6 MB/s, 10 MB/s … 90 MB/s).[5]

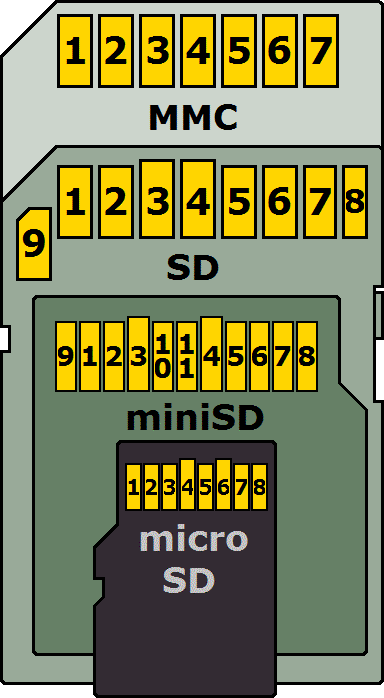
Dispunerea pinilor la cardurile MMC, SD, miniSD, și microSD

| Tip       | Dimensiuni (mm) | Tensiune    | Nr. de pini | Capacitate maximă | Formatare |
| --------- | --------------- | ----------- | ----------- | ----------------- | --------- |
| SD        | 32 x 24 x 2,1   | 2,7 – 3,6V  | 9           | 2 GB              | FAT32     |
| miniSD    | 21,5 x 20 x 1,4 | 2,7 – 3,6 V | 11          | 2 GB              |           |
| microSD   | 15 x 11 x 1     | 2,7 – 3,6V  | 8           | 2 GB              |           |
| SDHC      | 32 x 24 x 2,1   | 2,7 – 3,6V  | 9           | 32 GB             | FAT32     |
| miniSDHC  | 21,5 x 20 x 1,4 | 2,7 – 3,6V  | 11          | 32 GB             |           |
| microSDHC | 15 x 11 x 1     | 2,7 – 3,6V  | 8           | 32 GB             |           |
| SDXC      | 32 × 24 × 2,1   |             |             | 2 TB              | exFAT     |
| microSDXC | 15 x 11 x 1     |             |             | 2 TB              | exFAT     |
| SDUC      | 32 × 24 × 2,1   |             |             | 128 TB            | exFAT     |
| microSDUC | 15 x 11 x 1     |             |             | 128 TB            | exFAT     |
| SDIO      | 32 × 24 × 2,1   | 3,3V        | 9           |                   |           |

### Organizații
- Site web oficial, SD Association, sdcard.org

### Specificații
- SD Simplified Specifications Arhivat în 17 august 2011, la Wayback Machine., sdcard.org, Free
  - SD Card Simplified Specification, Part 1 - Physical Layer, v3.01, 2010 Arhivat în 17 august 2011, la Wayback Machine.
  - SDIO Card Simplified Specification, Part E1, v2.00, 2007 Arhivat în 9 august 2011, la Wayback Machine.
- Microsoft Extensible Firmware Initiative FAT32 File System Specification, 2000, Microsoft

### Software
- SD Formatter for SD / SDHC / SDXC cards (Windows) Arhivat în 30 septembrie 2011, la Wayback Machine., sdcard.org

### Comparații
- Comparison of numerous memory cards and readers, plus technical information, hjreggel.net
- SDHC Card comparison (german) Arhivat în 4 octombrie 2011, la Wayback Machine., hardware-infos.com
- Speed Testing of UHS-1 Cards in prosumer Nikon D7000 Camera
- Nikon D7000 Memory speed tests, SDHC Memory Cards: including Sandisk Extreme Pro UHS Speed Class 1 45 Mbyte/s and Several Popular Class 10 SDHC Cards

### Interfețe
- Interfacing to SD cards, great technical details
- Interfacing AVR (Arduino) to SD cards, C source code
- Interfacing ARM to SD cards, C source code Arhivat în 25 septembrie 2011, la Wayback Machine.
- Interfacing MSP430 to SD cards, C source code, Michigan State University
- Interfacing MAXQ2000 to SD cards, good technical descriptions, C source code Arhivat în 21 noiembrie 2009, la Wayback Machine., maxim-ic.com
- SD card controller, Verilog source code, opencores.org